# No es lo que parece
No es lo que parece es una película de comedia romántica dominicana de 2021 escrita y dirigida por David Maler. Protagonizada por Nashla Bogaert, Frank Perozo, Fabián Ríos, Gaby Espino, Jaime Mayol, Pepe Sierra, Bolívar Valera y Evelyna Rodríguez. Se estrenó el 29 de abril de 2021 en cines dominicanos, puertorriqueños y demás islas del Caribe.

## Sinopsis
Juanma tiene la vida que siempre ha querido. Una rutina organizada, un trabajo cómodo y la misma novia desde hace nueve años. Hasta que cuando decide pedirle matrimonio el día de su aniversario, descubre algo que hace que su mundo perfecto se desborone. Por suerte cuenta con los mejores amigos del mundo, quienes logran sacarlo de su depresión, a través de los métodos no convencionales de la terapeuta Valeria, resultando que la medicina puede ser más peligrosa que la enfermedad.

## Reparto
Los actores que participaron en esta película son:
- Frank Perozo como Juan 'Juanma' Manuel
- Nashla Bogaert como Valeria
- Bolívar Valera como Raúl
- Pepe Sierra como Beto
- Jaime Mayol como Eduardo
- Gaby Espino como Adriana
- Fabián Ríos como Sr. Grimaldi
- Evelyna Rodríguez como Mariela
- Candy Flow como Margot
- Chimbala como Primo
- Jenny Blanco como Hermana de Juanma
- Lissette Eduardo

## Producción
La fotografía principal inicio el 16 de enero de 2020 en Santo Domingo, República Dominicana.